# Themistoclesia dryanderae
Themistoclesia dryanderae är en ljungväxtart som beskrevs av Herman Otto Sleumer. Themistoclesia dryanderae ingår i släktet Themistoclesia och familjen ljungväxter. Inga underarter finns listade i Catalogue of Life.